# Віктор Суслін (веслувальник)
Віктор Суслін (19 липня 1944 — 7 серпня 2015) — російський академічний веслувальник.
Бронзовий призер Олімпійських Ігор 1968 року в складі вісімки.
Срібний призер Чемпіонату світу 1966 року в складі вісімки, бронзовий призер 1966 року в складі розпашної двійки без стернового.
Бронзовий призер Чемпіонату Європи 1967 (вісімки), 1971 (розпашні четвірки зі стерновим) років.